# Перший сейм Литви
| Результати парламентських виборів 1922             | Результати парламентських виборів 1922 |
| Партія                                             | Місця                                  |
| -------------------------------------------------- | -------------------------------------- |
| Християнсько-демократичний блок (krikdemai)        | 38                                     |
| Литовський народний селянський союз (liaudininkai) | 20                                     |
| Соціал-демократи (socdemai)                        | 10                                     |
| Група праці (комуністи)                            | 5                                      |
| Меншини (євреї та поляки)                          | 5                                      |
| Разом                                              | 78                                     |

Перший сейм Литовської Республіки (лит. Pirmasis Lietuvos Respublikos Seimas) — перший парламент (сейм), обраний демократичним шляхом у Литві після проголошенню нею незалежності 16 лютого 1918. Сформований за результатами перших парламентських виборів у Литві, що відбулися 10-11 жовтня 1922 року. Сейм прийшов на зміну установчим зборам, які ухвалили остаточну редакцію конституції 1 серпня 1922. Сейм обрав Александраса Стульгінскіса президентом Литви, а Ернястасу Галванаускасу як новому прем'єр-міністрові було доручено сформувати новий кабінет міністрів. Однак жодна коаліція не змогла зібрати більшість і сейм опинився у глухому куті: Галванаускас сформував два кабінети і обидва отримали по 38 голосів за і проти. Оскільки сейм далі так працювати не міг, 12 березня 1923 його було розпущено. Нові вибори було проведено в травні.
Цей сейм зіткнувся з двома значними міжнародними питаннями: переговори щодо Віленського краю і Клайпедського краю. 20 листопада 1922 сейм санкціонував Клайпедський заколот, який почався в січні. Клайпеда стала автономною областю Литви. 15 березня 1923 року, частково реагуючи на січневий заколот, Конференція послів підтвердила нову демаркаційну лінію між Польщею та Литвою і західні держави вважали Віленський спір залагодженим, незважаючи на протести Литви. 